# Àcid alfa-linolènic
L'àcid α-linolènic, de nom sistemàtic àcid (9Z,12Z,15Z)-octadeca-9,12,15-trienoic, és un àcid carboxílic poliinsaturat de cadena lineal amb devuit àtoms de carboni, la qual fórmula molecular és {\displaystyle {\ce {C18H30O2}}}. En bioquímica és considerat un àcid gras ω-3, ja que té un doble enllaç C=C situat entre el carboni 3 i el 4 començant per l'extrem oposat al grup carboxil, i se simbolitza per C18:3n-3, C18:3ω-3 o ALA (de l'anglès alpha-linolenic acid). També té altres dos enllaços dobles, en disposició cis com el primer.
A temperatura ambient és un líquid amb punt de fusió entre –11,3 °C i –11,0 °C, la seva densitat entre 4 °C i 20 °C és de 0,9164 g/cm³ i el seu índex de refracció val 1,4678 a 50 °C. És soluble en acetona, etanol, dietilèter i èter de petroli.

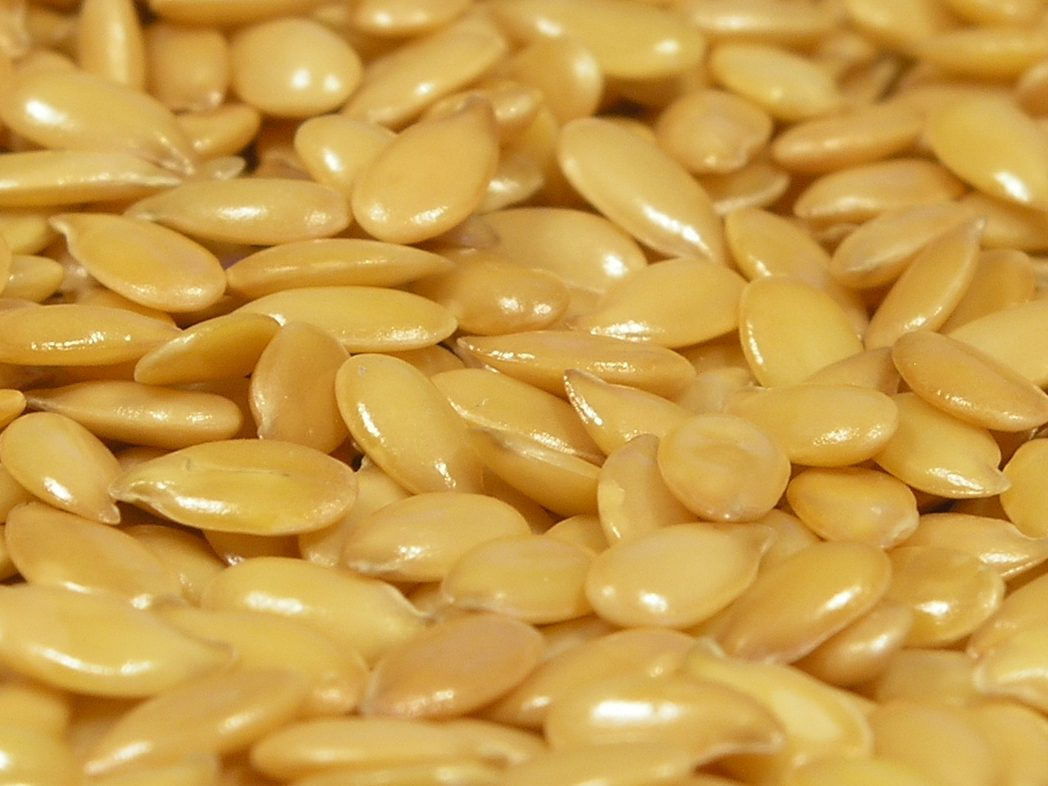
Llavors de lli

L'àcid linoleic (18: 2n-6) se sintetitza a partir de l'àcid oleic (18: 1n-9) per desaturació produïda per l'enzim Δ12-desaturasa, i l'àcid α-linolènic (18: 3n-3) es forma a partir d'àcid linoleic per reacció de desaturació d'un altre enzim, la Δ15-desaturasa. Atès que ambdós enzims estan presents a les cèl·lules vegetals, l'àcid α-linolènic se sintetitza a les plantes i es troba enriquit en fulles (teixits fotosintètics). D'altra banda, aquestes desaturases no estan presents en cèl·lules animals, per la qual cosa ni l'àcid linoleic ni l'α-linolènic es biosintetitzen en cèl·lules animals in vivo. Quan s'administren a animals, l'àcid α-linolènic és desaturat, allargat i es redueix a la cadena per formar l'àcid eicosapantaenoic (20: 5n-3, EPA) i àcid docosahexaenoic (22: 6n-3, DHA).
Les fonts més importants són els olis de llinosa, perilla i cànem; olis d'assecat.
L'àcid α-linolènic és un àcid gras omega-3 que cal en la dieta de tots els mamífers. Hi ha estudis científics que l'associen amb un menor risc de malaltia cardiovascular, però per un mecanisme encara no entès.